# François Rousseau (ingénieur)
Pour les articles homonymes, voir François Rousseau et Rousseau.
François Rousseau (17 octobre 1904 - 1975) est un ingénieur civil québécois. Spécialisé en hydroélectricité, Rousseau a participé aux grands travaux de construction d'Hydro-Québec pendant les 20 années de service au sein de la société d'État québécoise. Passé au secteur privé en 1967, il est impliqué dans la conception des projets de Churchill Falls et de la Baie James. Décrit comme un homme doté « d'une rare énergie et d'une imagination féconde », Rousseau ouvre la voie à de nombreux ingénieurs québécois.

## Biographie
Né le 17 octobre 1904, il suit son cours primaire à l'école Jean-Jacques Olier de Montréal, poursuit ses études à l'Institut de Technologie et à l'École Polytechnique de Montréal. Comme travail d'été, Rousseau devient monteur de ligne avec son frère Jacques pour la compagnie Electrical Manufacturing fondée par son père Lacasse Rousseau. En 1927, il obtient son diplôme d'ingénieur civil d'une université de renommée internationale, soit le Massachusetts Institute of Technology de Cambridge près de Boston. De 1927 à 1943, il sera ingénieur pour la firme Dufresne Construction Company.  
Son premier chantier sera la construction de la sous-structure du pont Jacques-Cartier. Le pont est construit en acier au coût de 23 millions de dollars. Les travaux durent deux ans et demi et sont complétés près d’un an et demi plus rapidement que prévu, et ce, sans interrompre la circulation fluviale. Le pont est ouvert à la circulation en 1930.  
Le pont Viau érigé en bois en 1847, reconstruit en acier en 1887, puis en béton en 1930, est conçu par l'architecte Marius Dufresne, patron de François, qui y travaille comme ingénieur. Rénové en 1962, élargi en 1993, tablier reconstruit en acier en 2010.  
1931-32, il est ingénieur pour la conception du tunnel Wellington. Comme bon nombre de grands travaux publics de l’époque, ce projet avait entre autres pour objectif de créer de l’emploi à la suite du krach boursier de 1929. Cette construction rappelle le style architectural « Art déco ». Son frère André y travaille comme surveillant des travaux. En 1990, le tunnel est remplacé par le pont Wellington.  
Engagé par Hydro-Québec en 1948, Rousseau a connu une carrière fructueuse, devenant ingénieur-chef au cours des flamboyantes années 1960. Il a été « l'âme dirigeante » des grands projets de construction des années 1950 et 1960, dont les projets des centrales Bersimis-1 et Bersimis-2, Carillon et le projet Manic-Outardes. 
Âgé de 63 ans, il prend sa retraite de la société d'État en 1968, pour s'associer à l'étude d'ingénieurs-conseil Acres (Québec) Limited, qui lui offre un poste de vice-président. Afin de profiter au maximum des politiques économiques du gouvernement du Québec, les dirigeants québécois d'Acres fondent Rouseau, Sauvé, Warren en 1970.
Depuis quelques années, Rousseau est le principal promoteur d'un projet de production hydroélectrique sur La Grande Rivière. Déjà, le 30 juin 1960, il adresse une rare note manuscrite sur le sujet — en anglais, comme c'était d'usage à cette époque au sein de la société d'État québécoise —  au commissaire Joseph Bourbeau d'Hydro-Québec.
Rousseau défend âprement le développement du potentiel hydroélectrique de la Grande Rivière et prépare les études qui inciteront le gouvernement de Robert Bourassa à développer le potentiel de cette rivière dans le cadre du projet de la Baie-James.

## Honneurs
- 1970 : Médaille Julian C. Smith de l'Association canadienne des ingénieurs
- La médaille de l'Ordre du Canada lui a été décerné dans les années 1970.